# Sani Souna Sido
Sani Souna Sido (* 1931 in Niamey; † 11. Juli 1977 in Agadez; auch Sani Souna Siddo) war ein nigrischer Offizier und Politiker. Er war von 1974 bis 1975 stellvertretender Vorsitzender des Obersten Militärrats.

## Leben
Nach dem Besuch der Grund- und Mittelschule wurde Sani Souna Sido Ende 1950 Mitglied der Französischen Streitkräfte. Er diente zunächst in Niger und wurde im Oktober 1954 nach Saigon in Französisch-Indochina versetzt. Dort verbrachte er 15 Monate, anschließend ein halbes Jahr in Algerien. Er kehrte 1956 nach N’Guigmi in Niger zurück und wurde 1960 zum Adjutanten befördert. Sido wechselte zu den Nigrischen Streitkräften, als diese 1961 gegründet wurden. Er wurde 1964 militärischer Kabinettschef des Staatspräsidenten Hamani Diori und Kommandant der Präsidentengarde. 1970 übernahm der die Leitung des 4. Büros des Generalstabs. Sido erhielt 1973 den Rang eines Majors und wurde zum stellvertretenden Generalstabschef der Streitkräfte ernannt. Der Generalstabschef war damals Seyni Kountché.
Seyni Kountché stürzte gemeinsam mit anderen Offizieren am 15. April 1974 bei einem Militärputsch Staatspräsident Diori. Sani Souna Sido, der bei den Streitkräften sehr beliebt war, wurde als stellvertretender Vorsitzender in den Obersten Militärrat geholt. Der Oberste Militärrat bildete unter dem Vorsitz von Kountché die neue Militärjunta des Landes. Sido nahm für diese verschiedene Ministerämter wahr. Er war ab 22. April 1974 Minister für Inneres, Bergbau und Wasserwirtschaft, ab 8. Juni 1974 Minister für Entwicklung, Bergbau und Wasserwirtschaft und ab 30. November 1974 Minister für Bergbau und Wasserwirtschaft im Ehrenrang eines Staatsministers. Sido stellte sich rasch als ernstzunehmender Rivale Kountchés heraus, auch wenn der Konflikt zwischen beiden Offizieren zunächst nicht offen ausgetragen wurden. Am 2. August 1975 wurde Sido jedoch verhaftet und seines Amtes enthoben. Ihm wurde vorgeworfen, unter anderem gemeinsam mit dem Sawaba-Politiker Djibo Bakary eine Verschwörung gegen die Sicherheit des Staates angezettelt zu haben.
Einem über den staatlichen Rundfunk ORTN verbreiteten offiziellen Kommuniqué zufolge starb Sido am 11. Juli 1977 an einem epileptischen Anfall im Gefängnis. Im Jahr 1991, nach der Entmachtung des Militärs, ergab eine Untersuchung der Verbrechen des Regimes, dass Sido hingerichtet worden war. Bagnou Beido, ehemals Mitglied des Obersten Militärrats, wurde verhaftet und angeklagt, die Hinrichtung angeordnet zu haben. Beido wurde wieder freigelassen, da er auf höheren Befehl hin gehandelt hätte.

## Ehrungen
- Großoffizier des Nationalordens Nigers[1]